# Paul-Philipp Besong
Paul-Philipp Besong (* 6. Oktober 2000 in Fröndenberg) ist ein deutsch-kamerunischer Fußballspieler, der aktuell beim SSV Ulm 1846 unter Vertrag steht.

## Karriere
Nach seinen Anfängen in der Jugend des SV Bausenhagen wechselte er im Sommer 2009 in die Jugendabteilung von Borussia Dortmund. Nach insgesamt 14 Spielen in der B-Junioren-Bundesliga, 26 Spielen in der A-Junioren-Bundesliga, einem Spiel in der Saison 2017/18 in der UEFA Youth League, bei denen ihm insgesamt 21 Tore gelangen, und dem Gewinn der A-Jugend-Meisterschaft in der Saison 2018/19 wechselte er im Sommer 2019 zum 1. FC Nürnberg in die 2. Bundesliga. Aufgrund eines Kreuzbandrisses und einer Außenmeniskusverletzung schaffte er es in drei Spielzeiten lediglich viermal in den Spieltagskader, ohne allerdings zum Einsatz zu kommen. Er kam aber zu 19 Einsätzen in der Zweiten Mannschaft in der Regionalliga Bayern, bei denen ihm acht Tore gelangen.
Um Spielpraxis zu sammeln, wurde er im Sommer 2022 für eine Spielzeit an den Drittligisten FC Erzgebirge Aue verliehen. Dort kam er auch zu seinem ersten Einsatz im Profibereich, als er am 24. Juli 2022, dem 1. Spieltag, beim 1:1-Auswärts-Unentschieden gegen den SC Freiburg II in der 56. Spielminute für Ivan Knežević eingewechselt wurde.
Nach seiner Leihe zu Erzgebirge Aue kehrte Besong jedoch nicht zum 1. FC Nürnberg zurück, der Stürmer wechselte zur zweiten Mannschaft von Borussia Dortmund, wo er bereits in der Jugend aktiv war. Im Sommer 2025 verließ er die zweite Mannschaft von Borussia Dortmund und wechselte zum SSV Ulm 1846.

## Erfolge
Borussia Dortmund
- Deutscher A-Jugend-Meister: 2019